# 末延隆成
末延 隆成（すえのぶ たかなり、1962年1月 - 2018年6月7日）は、日本の平和運動家。
元陸上自衛官（最終階級：二等陸曹）。

## 略歴
茨城県ひたちなか市生まれ、東京都育ち。都内の私立高校卒業後、1980年に陸上自衛隊に入隊。第32普通科連隊、富士駐屯地の特科教導隊を経て、1984年3月に除隊。1986年1月に陸上自衛隊に再入隊。第12戦車大隊、保安警務中隊に所属。1992年、鹿追駐屯地に移動。第5戦車大隊などに所属し、大半を北海道の戦車隊で過ごし、「後方支援」にあたる弾薬補給陸曹なども務めた。
2015年1月、定年退官。定年退官時3等陸曹から2等陸曹に特別昇任。
安全保障関連法に対する反対運動を行っていた。
2018年6月7日、肺疾患のため帯広市内の病院で逝去。56歳没。

## 著書
- 『自衛隊の存在をどう受けとめるか―元陸上自衛官の思いから憲法を考える』（現代人文社、2018年11月28日）